# Hipótesis de Van Flandern-Yang
La hipótesis de Van Flandern-Yang (Tom Van Flandern y Xin-She Yang) es una teoría que intenta explicar las inusuales anomalías gravitatorias de aproximadamente 7×10−8 m/s2 observadas en el eclipse solar del 9 de marzo de 1997.
Esta hipótesis conjetura que las anomalías de gravedad se deben a un punto de mayor densidad que se desplaza en la atmósfera superior causado por su enfriamiento durante el eclipse solar (a pesar de que en sus conclusiones, este artículo admite que la hipótesis no puede explicar el denominado efecto Allais - contradiciendo por ello su título). La hipótesis requiere que la región enfriada tendría que viajar en una velocidad de entre 500 y 1000 m/s.
Teóricamente, un aumento en densidad de 0.1% podría explicar las anomalías observadas, pero estos efectos no tienen evidencia directa en las observaciones. Además, las variaciones
de presión utilizadas en los cálculos son valores extremos, y en realidad tales cambios de presión no han sido observados todavía. Estos vientos de alta velocidad y alta altura implicados por esta hipótesis nunca han sido detectados, a pesar de que potencialmente serían peligrosos para las aeronaves.